# Sông Pisa
```
The 
Pisa
 (
phát âm tiếng Ba Lan:
 
[
ˈpisa
]
; 
tiếng Đức
: 
Pissek
) là một 
con sông
 ở phía đông bắc 
Ba Lan
 với 
chiều dài
 82 
 
 km và diện tích lưu vực 4.510 
 
 km 
2
.
[
1
]
. Nó thuộc về 
quận hồ
 
Masurian của Voivodeship Warmanian-Masurian
. Sông Pisa chảy từ hồ Roś gần thị trấn 
Pisz
 và là một 
nhánh
 của Narew, nối vùng Lakeland với 
Vistula
. 
Rừng Pisz
 giáp sông trên bờ phía tây của nó.
```

Cái tên Pisa xuất phát từ từ tiếng Phổ cổ "pisa", có nghĩa là "đầm lầy". Tên này bắt nguồn từ bộ lạc Galindae sống trong khu vực trước khi các Hiệp sĩ Teutonic xuất hiện, người gọi Pisa là Galinde. Vào tháng 11 năm 1982, Trung tâm Nghiên cứu và Kiểm soát Môi trường Ba Lan (Ośrodek Badań i Kontroli Środowiska) ở Łomża đã xếp Pisa vào loại hạng nhất về độ tinh khiết của nước.
Pisa là một con sông ở vùng đất thấp đẹp như tranh vẽ với những cảnh đẹp nhất trải dài quanh thượng nguồn và hạ lưu. Ở phần giữa, dòng sông chảy qua những đồng cỏ lầy lội. Dọc theo toàn bộ chiều dài Pisa có thể điều hướng được. Sâu đáng kể (1-1,8 m), nó có độ sâu nông nhất ở cửa sông, tại sông Narew. Pisa đang uốn khúc mạnh mẽ với độ dốc trung bình là 32   cm mỗi km. Đi ca nô xuôi dòng sông từ Pisz đến Nowogród mất khoảng 4 đến 5 ngày.